# John Henderson (Historiker)
John Sebastian Henderson (* 12. Juni 1949) ist ein britischer Historiker.
John Henderson legte seinen Bachelor in Newcastle upon Tyne ab. Der Master folgte an der University Cambridge. In London wurde er mit der Arbeit Piety and charity in late medieval Florence promoviert (Ph.D.). Er war Wellcome Trust Senior Research Fellow an der University of Cambridge. Im Jahr 2003 wurde er Wellcome Trust Reader am Birkbeck College der University of London. Seit 2007 lehrt er dort als Professor für die Geschichte der italienischen Renaissance. Henderson ist Mitglied der Royal Historical Society und Mitglied des Lehrkörpers (Fellow) am Wolfson College der University of Cambridge. 
Hendersons Forschungsschwerpunkt ist die Armenfürsorge in Mittelitalien im Spätmittelalter und der Frühen Neuzeit. Außerdem arbeitet er zu Epidemien in Italien zur Zeit der Renaissance. Er gilt als führender Experte des Gesundheitswesens in Florenz und in der Toskana in Spätmittelalter und Renaissance. Henderson beschäftigte sich dabei mit dem Pflegepersonal in den Florentiner Hospitälern, analysierte die Renaissancehospitäler in Bezug auf den Patienten, befasste sich mit den medizinischen Pesttraktaten und den behördlichen Maßnahmen gegen die Ansteckungsgefahr in Florenz im 14. Jahrhundert. Seine Darstellung The Renaissance Hospital. Healing the Body and Healing the Soul aus dem Jahr 2006 ist eine Zusammenfassung seiner langjährigen italienischen Forschungen zu den Renaissancespitälern im Großraum von Florenz im Zeitraum von 1250 bis 1550. Die Arbeit gilt als Standardwerk der Hospitalgeschichte. Das Spektrum der von Henderson herangezogenen Quellen reicht von der Architektur der Gebäude mit ihren Plastiken über Inventare zur Innenausstattung, Berichte über Kranke, Pflegepersonal und Mediziner bis hin zu Registern über Fragen der Belegung, der Krankheiten oder Therapien. Obendrein analysierte Henderson ein aus dem Florentiner Spital überliefertes Rezeptbuch aus dem Jahr 1515. Dabei wurden über 1000 Rezepte mit Berücksichtigung der damaligen Indikationen ausgewertet. Die Arbeit verfolgt die Entwicklung der Florentiner Spitallandschaft vom 11. bis ins 16. Jahrhundert, untersucht die Funktionen des Spitals und befasst sich mit den Arbeitsbedingungen der Ärzte. Henderson konnte für den Zeitraum zwischen 1000 und 1550 68 Hospitalsgründungen in der mittelalterlichen italienischen Handelsmetropole Florenz ausmachen. Die Studie überwindet das Verdikt früher Historiker, dass die Hospitäler vor dem 19. Jahrhundert „Höllenlöcher“ waren, in denen die Patienten zum Sterben verurteilt waren. Henderson sieht die großen Spitäler in Florenz vielmehr als Institutionen einer ganzheitlichen Therapie. Nach Henderson wurden die Hospitäler in Florenz zum Vorbild für ähnlich Einrichtungen sowohl in Italien als auch in anderen Teilen Europas. Er konnte eine äußerst geringe Sterberate in seinen Berechnungen feststellen. Hendersons Arbeit wurde 2014 durch den Marburger Anatom und Medizinhistoriker Gerhard Aumüller ins Deutsche übersetzt. 

## Schriften
- The Renaissance hospital. Healing the body and healing the soul. Yale University Press, New Haven 2006, ISBN 0-300-10995-4. 
  - deutsche Übersetzung: Das Spital im Florenz der Renaissance. Heilung für den Leib und für die Seele. Übersetzt von Gerhard Aumüller. Steiner, Stuttgart 2014, ISBN 978-3-515-09943-1.
- Piety and charity in late medieval Florence. Clarendon Press, Oxford 1994, ISBN 0-19-820271-7.